# Madden NFL 21
Madden NFL 21 es un videojuego de fútbol americano basado en la National Football League (NFL), desarrollado por EA Tiburon y publicado por Electronic Arts. Es una entrega de la serie Madden NFL de larga duración. Fue lanzado para Microsoft Windows, PlayStation 4 y Xbox One el 28 de agosto de 2020 y estará disponible para PlayStation 5, Xbox Series X/S y Stadia en una fecha posterior. Cuenta con el mariscal de campo de los Baltimore Ravens, Lamar Jackson, como el atleta de portada. El juego recibió críticas mixtas de los críticos, que elogiaron su jugabilidad pero criticaron sus problemas técnicos. También recibió críticas de los jugadores, quienes expresaron su desdén por la falta de innovación en comparación con entregas anteriores.
Una versión móvil, titulada Madden NFL 21 Mobile, se lanzó en iOS y Android unas semanas antes del lanzamiento inicial del juego como una reelaboración completa del juego móvil Madden NFL Mobile de 2014.

## Desarrollo
El 21 de abril de 2020, el mariscal de campo de los Baltimore Ravens y MVP de la NFL 2019, Lamar Jackson, reveló que sería el atleta de portada. Jackson fue el segundo jugador de los Ravens en ser el atleta de portada de un juego de Madden, después de Ray Lewis en Madden NFL 2005. Debido a la pandemia de COVID-19, no fue posible hacer una sesión de fotos estándar para la portada del juego; en cambio, EA Tiburon se puso en contacto con Shawn Hubbard, el fotógrafo oficial del equipo de los Ravens, para proporcionar fotos de Jackson para la portada. El juego presenta al Washington Football Team en lugar de su nombre anterior de los Redskins, ya que retiraron el controvertido nombre en julio de 2020. Cuenta con 18 pistas de artistas como Anderson Paak, Big K.R.I.T., Rick Ross, Denzel Curry y Smino. Se incluyó una partitura original del compositor Kris Bowers para el modo Franchise, mientras que el modo Yard incluye música adicional de Party Favor y Matt Rad. La banda sonora oficial se lanzó el 14 de agosto de 2020.

## Lanzamiento
El juego fue lanzado en Microsoft Windows, PlayStation 4 y Xbox One el 28 de agosto de 2020. La otra versión "especial" del juego se llamó la edición MVP, que estará disponible para jugar tres días antes. El juego se anunció oficialmente el 7 de mayo de 2020, y también se anunció que estaría disponible en las próximas consolas PlayStation 5 y Xbox Series X/S en sus lanzamientos previstos para el 4 de diciembre de 2020. EA había anunciado previamente que la próxima entrega of Madden NFL también se lanzaría en Stadia en el invierno de 2020.

## Jugabilidad
EA Tiburon declaró que Madden NFL 21 incluiría "nuevas e innovadoras mecánicas de juego" que "ofrecen niveles avanzados de control e inspiran creatividad en ambos lados del balón". El nuevo sistema de portador de pelota con habilidad de palo le da al usuario un control total (?), Y se introdujeron nuevos movimientos de pase rápido. También se agregaron cambios en los abordajes y nuevas celebraciones controladas por el usuario. Esto, junto con la fecha de lanzamiento, se reveló en la descripción de un video de primera vista originalmente programado para estrenarse el 1 de junio, pero se retrasó hasta el 16 de junio debido a las protestas por la muerte de George Floyd.
El 8 de septiembre, EA anunció que Colin Kaepernick estaría disponible para jugar en el juego y firmar como agente libre, la primera vez que apareció en la franquicia desde Madden NFL 17. La movida recibió una respuesta mixta, debido a en parte, Kaepernick tiene 81 en general, más alto que otros mariscales de campo comparables como Ryan Tannehill (80) y Kyler Murray (77).
El juego también cuenta con un modo estilo patio trasero conocido como "The Yard". Además de los jugadores en el juego normal, el dos veces MVP de la NBA Giannis Antetokounmpo y sus hermanos Thanasis y Kostas, también jugadores de la NBA, son personajes jugables en este modo. Un video promocional de EA muestra a los tres hermanos jugando con uniformes inspirados en su tierra natal, Grecia.

## Recepción

### Respuesta crítica
Madden NFL 21 recibió críticas mixtas de los críticos, según el agregador de reseñas Metacritic.
IGN le dio al juego un 6.0 / 10, criticando sus problemas persistentes sin resolver con respecto al modo Franquicia entre varias características desatendidas y errores de juego, escribiendo: "A pesar del hecho de que Madden NFL 21 presenta posiblemente el mejor juego central que la serie haya visto y la introducción de un nuevo y divertido modo en The Yard, la continua negligencia mostrada en el modo Franquicia clásico, la falta de innovación en todos los ámbitos y los problemas técnicos hacen que este desajuste en el campo de juego se quede corto". GameSpot también le dio al juego 6.0 / 10, elogiando el nuevo modo de juego Yard y las actualizaciones mecánicas, pero señaló los "problemas técnicos y errores desenfrenados".
GamesRadar+ le dio al juego 3/5 estrellas, elogiando el modo de juego Yard, así como las actualizaciones de Face of the Franchise, pero noqueó a Franchise, Superstar KO y Ultimate Team por permanecer sin cambios. También otorgándole al juego 3/5 estrellas, USgamer escribió: "La jugabilidad de Madden 21 avanza considerablemente a medida que la generación llega a su fin, con The Yard brindando algo de diversión casual. Sin embargo, la experiencia se ve empañada por una cantidad anormal de errores y los modos para un jugador siguen siendo un punto delicado importante. En última instancia, es capaz de avanzar unos metros en el camino hacia la próxima generación de consolas, pero solo unos pocos ".
Game Informer le dio al juego un 7.75 / 10, escribiendo: "Aquellos que buscan un gran paso adelante en la franquicia de fútbol de EA Sports no lo encontrarán con Madden NFL 21. Sin embargo, a pesar de la falta de actualizaciones importantes, Madden NFL 21 es sigue siendo un juego de fútbol mecánicamente sólido y divertido".
En su revisión, el colaborador de Forbes, Brian Mazique, citó los puntajes de revisión "históricamente bajos" del juego y dijo: "Si bien la jugabilidad está en un lugar tan bueno como lo ha estado durante un tiempo, Madden 21 se arrastra hacia abajo pero las características se descuidan, estancadas y / o conceptos subdesarrollados. Con suerte, este esfuerzo inconsistente es producto de que el equipo de desarrollo empacó toneladas en la versión de próxima generación. Si no, considerando todo, desde el punto de vista de la recepción, este podría ser uno de los peores años en la historia de la franquicia".

### Respuesta de la audiencia
La respuesta de los jugadores a Madden NFL 21 ha sido abrumadoramente negativa.
El 16 de junio de 2020, el avance de Madden NFL 21 fue lanzado y criticado por críticos y jugadores, quienes no notaron nuevos cambios aparentes en las entregas anteriores y llamaron al juego "una actualización de lista de $60". Unos días después, el 30 de junio de 2020, EA anunció algunas características nuevas para el modo franquicia, que también fueron lamentadas. Los usuarios afirman que no se han realizado cambios en el modo de franquicia en los últimos años y recurrieron a Twitter para expresar su frustración. El hashtag "#FixMaddenFranchise" se convirtió en el más visto en Twitter en los Estados Unidos el 1 de julio de 2020, con más de 100,000 tuits en 24 horas.
Tras su lanzamiento, el juego recibió una respuesta abrumadoramente negativa de los usuarios de Metacritic, quienes criticaron la entrada del juego. Screen Rant escribió que los jugadores estaban "molestos por la falta de cambios, los continuos errores de juego que no se corrigieron en entregas anteriores y el uso repetido de microtransacciones por parte de EA". Varios días después del lanzamiento del juego, el hashtag "#NFLdropEA" era tendencia en Twitter, y los usuarios pedían a la NFL que se excluyera de su acuerdo de derechos exclusivos con EA Sports. El columnista deportivo de Fox News, Ryan Gaydos, cubrió la respuesta negativa generalizada de los jugadores al juego, escribiendo "El problema principal para los jugadores fue la falta de un modo de franquicia en profundidad, que era muy querido en las versiones anteriores del juego. El equipo de Madden había prometido futuras actualizaciones del modo, pero el lanzamiento inicial parece haber fracasado con los fans". Al 20 de septiembre de 2020, Madden NFL 21 tiene una calificación de 0.2 en PS4, de 5,184 revisiones, en Metacritic, mientras que obtiene una calificación de 0.4 en Xbox One, de 965 revisiones, en Metacritic. Ambas calificaciones establecieron simultáneamente el récord del juego Metacritic con la puntuación más baja, superando el récord establecido por Warcraft III: Reforged en 0.5.

### Ventas
A pesar de la recepción crítica mixta y la controversia, EA anunció que las ventas de Madden NFL 21 aumentaron un 20% en comparación con la entrega del año anterior en su primera semana de lanzamiento. Del 30 de agosto al 3 de octubre de 2020, fue el tercer juego más vendido en EE. UU.